# Better Than Love
«Better Than Love» — песня британского дуэта Hurts с дебютного альбома группы «Happiness». Релиз песни состоялся на дебютном сингле 23 мая 2010 года в Великобритании, где она и достигла 15 места в UK Singles Chart, также песня вошла в чарты Бельгии и Нидерландов.
Песня переиздана в качестве Дубль-А-сайда с Illuminated 2 мая 2011.
Тео говорит, что они выбрали Better Than Love — песню, которая, как он объясняет, о «соблазнах, сопровождающих стремление вперед» — в качестве дебютника, потому что она «как важное и грандиозное первое представление». Добавляя: «Это золотые, крепкие рукопожатия. Это как щелчок револьвера снятого с предохранителя».

## Видеоклип
К треку снято видео, которое, по словам солиста Тео, родилось из смеси «любви к балету, Румынии, румынских девушек и, самое главное, подтекста». Он добавил, что прекрасно снятое видео было «всем, о чем мы когда-либо мечтали, и оказалось ничем не похожим на то, чего мы ожидали».
Накануне выхода клипа на официальном канале Hurts на YouTube появилось видео Better Than Love (Theatrical Trailer).
Съемки проходили в Бухаресте (Румыния) в студии в Буфте. В клипе снялась румынская актриса и модель Лаура Косои, позже она появилась ещё в одном в клипе Hurts на песню Sunday.
Дэвид Джонсон использовал объективы Cooke 2 серии 70-х годов, которые придают видео прекрасную старомодную эстетику. Ссылаясь на эротический танец Шарлотты Рэмплинг в фильме Ночной портье 1974 года клип Hurts стал абсолютным праздником для глаз и ушей.
Видео имеет андрогинный характер, девушки в таких же костюмах и с такими же прическами как у Тео и Адама. Весь сюжет разворачивается в небольшом холле: Андерсон играет на пианино, Хатчкрафт глядя в отражение в зеркале наблюдает за происходящим.
Дата съемок: 8-11 апреля 2010
Релиз клипа: 28 апреля 2010
- Артист (Artist): Hurts
- Название (Title): Better Than Love (Sony Music)
- Режиссёр (Director): W.I.Z.
- Продюсер (Producer): Caroline Hicks
- Выпускающая компания (Production Company): Factory Films
- Оператор (DoP): David Johnson
- Художник-постановщик (Art Director): Corvin Cristian
- Стилист (Stylist): Hannah Bhuiya
- Редактор (Editor): Tom Lindsay at Trim
- ТКД (телекинодатчик) (TK): Prime Focus
- (Commissioner): Dan Millar
- Смотреть: на сайте выпускающей компании[5][6]

## Список композиций
| - CD Single 1. «Better Than Love» (Radio Edit) — 3:32 2. «Mother Nature» — 2:50 - 7" Vinyl 1. «Better Than Love» (Radio Edit) — 3:32 2. «Mother Nature» — 2:50 - iTunes Single 1. «Better Than Love» (Radio Edit) — 3:32 2. «Better Than Love» (Jamaica Remix) — 4:19 - iTunes EP 1. «Better Than Love» (Radio Edit) — 3:32 2. «Better Than Love» (Tiefschwarz Mix) — 8:48 - Италия CD Single/12" Vinyl 1. «Better Than Love» — 3:32 2. «Better Than Love» (Italoconnection Remix) — 5:14 | - (digital download) 1. «Better Than Love» (original) 2. «Better Than Love» (Freemasons remix) 3. «Better Than Love» (Death in Vegas remix) 4. «Better Than Love» (Burns remix) 5. «Illuminated» (Original) - (7" vinyl) 1. «Illuminated» (album version) 2. «Better Than Love» (album version) |

## Коллектив
- Hurts — слова, музыка и продюсирование
- Joseph Cross — музыка и продюсирование
- Jonas Quant — продюсирование
- Spike Stent — микширование
- Ali Tollervey — автор обложки[7]

## Саундтреки
| Год  | Тип    | Название | Страна | Песни                            |
| ---- | ------ | -------- | ------ | -------------------------------- |
| 2011 | сериал | Клон     | Япония | Better Than Love, Wonderful Life |

Более подробный список представлен в основной статье.

## Чарты и статус сингла

### Итоговые чарты за год
| Чарт (2010)           | Позиция |
| --------------------- | ------- |
| Радио Maximum Топ 170 | 5       |

## Издания
| Страна         | Дата        | Формат               |
| -------------- | ----------- | -------------------- |
| Германия       | 21 мая 2010 | цифровая дистрибуция |
| Великобритания | 23 мая 2010 | цифровая дистрибуция |
| Великобритания | 24 мая 2010 | CD сингл             |
| Россия         | 25 мая 2010 | цифровая дистрибуция |